# 6433 Еня
6433 Еня (6433 Enya) с временно обозначение 1978 WC е каменист фонов астероид от вътрешните области на астероидния пояс, приблизително 7 km (4,3 mi) в диаметър. Открит е на 18 ноември 1978 г. от чешкия астроном Антонин Мръкос в обсерватория Kleť в Чехия. Той е кръстен на ирландската певица, композиторка и музикантка Еня.

## Орбита и класификация
Еня е несемеен астероид от главния пояс на фоновите астероиди. Обикаля около Слънцето във вътрешния астероиден пояс на разстояние 1,9 – 2,9 AU веднъж на всеки 3 години и 8 месеца (1348 дни). Орбитата му има ексцентрицитет 0,22 и наклон от 9 ° спрямо еклиптиката.
Еня е идентифициран за първи път като 1952 UH в обсерваторията Гьоте Линк в Бруклин, Индиана през 1952 г. Дъгата за наблюдение на тялото обаче започва с официалното му откриване в Обсерватория Kleť близо до град Ческе Будейовице в Чехия през 1978 г.

## Физически характеристики
Еня е предполагаем С-клас астериод.

### Период на въртене
През март 2013 г. фрагментарна въртяща се светлинна крива на Еня е получена от фотометрични наблюдения на астрономическото изследване Palomar Transient Factory в Калифорния. Анализът на светлинната крива дава период на въртене от 7,4 часа с вариация на яркостта от 0,08 звездна величина (U=1).
Към 2017 г. не е получена друга светлинна крива на Еня.

### Диаметър и албедо
Според проучването, проведено от инфрачервения телескоп на НАСА Wide-field Infrared Survey Explorer с последващата мисия Near-Earth Object WISE (NEOWISE), Enya е с диаметър между 6,69 и 7,416 километра, а повърхността му има албедо между 0,012 и 0,090.
Collaborative Asteroid Lightcurve Link приема стандартно албедо за каменисти астероиди от 0,20 и изчислява диаметър от 3,68 километра с абсолютна звездна величина от 14,54.

## Наименуване
Тази малка планета е кръстена на Eithne Pádraigín Ní Bhraonáin, известна като Еня – ирландска певица, композиторка и музикантка. Наименуването е предложено от Дж. В. Уилямс и е публикувано на 20 юни 1997 г. (M.P.C. 30099).